# Attagenus antennatus
Attagenus antennatus là một loài bọ cánh cứng trong họ Dermestidae. Loài này được Laporte miêu tả khoa học năm 1840.